# Реддік (Флорида)
Реддік (англ. Reddick) — місто (англ. town) в США, в окрузі Меріон штату Флорида. Населення — 449 осіб (2020).

## Географія
Реддік розташований за координатами 29°22′8″ пн. ш. 82°11′51″ зх. д. / 29.36889° пн. ш. 82.19750° зх. д. (29.368758, -82.197408).  За даними Бюро перепису населення США в 2010 році місто мало площу 3,29 км², уся площа — суходіл.

## Демографія
Згідно з переписом 2010 року, у місті мешкало 506 осіб у 203 домогосподарствах у складі 131 родини. Густота населення становила 154 особи/км².  Було 249 помешкань (76/км²).
Расовий склад населення:
| - 48,6 % — чорних або афроамериканців - 44,5 % — білих - 0,2 % — корінних американців - 0,2 % — азіатів - 3,2 % — осіб інших рас |

До двох чи більше рас належало 3,4 %. Частка іспаномовних становила 8,9 % від усіх жителів.
За віковим діапазоном населення розподілялося таким чином: 23,5 % — особи молодші 18 років, 61,3 % — особи у віці 18—64 років, 15,2 % — особи у віці 65 років та старші. Медіана віку мешканця становила 42,4 року. На 100 осіб жіночої статі у місті припадало 90,9 чоловіків;  на 100 жінок у віці від 18 років та старших — 88,8 чоловіків також старших 18 років.
Середній дохід на одне домашнє господарство  становив 30 618 доларів США (медіана — 22 500), а середній дохід на одну сім'ю — 36 131 долар (медіана — 36 250). Медіана доходів становила 32 308 доларів для чоловіків та 23 333 долари для жінок. За межею бідності перебувало 27,2 % осіб, у тому числі 39,8 % дітей у віці до 18 років та 20,4 % осіб у віці 65 років та старших.
Цивільне працевлаштоване населення становило 144 особи. Основні галузі зайнятості: роздрібна торгівля — 20,8 %, мистецтво, розваги та відпочинок — 16,7 %, виробництво — 15,3 %.